# Bevoegdheid
Bevoegdheid is het bezitten van toestemming om een handeling te mogen verrichten, al dan niet in naam van een andere natuurlijke persoon of een rechtspersoon. Wie deze toestemming niet heeft is onbevoegd. Als hij of zij toch de handeling verricht, dan staan daar sancties op. Het burgerlijk recht kent tevens het begrip misbruik of overschrijding van bevoegdheid door een rechtssubject.

## Publiekrecht
Wanneer men bij bevoegdheid spreekt van de bevoegdheid tot het verrichten van een handeling die normaal gesproken verboden is, zal men een vergunning nodig hebben, afgegeven door een (eveneens bevoegde) autoriteit. Aan deze permissie kan men, naast de betaling van de vereiste leges, voorwaarden verbinden. Men kan hierbij denken aan het bezitten van een rijbewijs waarmee men bevoegd wordt tot het besturen van een motorrijtuig, of het bezit van een vergunning waarmee men bevoegd wordt een medische praktijk te beoefenen. Het onbevoegd verrichten van de handeling kan leiden tot strafrechtelijke, bestuursrechtelijke en tuchtrechtelijke sancties. Bovendien kan men civielrechtelijk door eventuele benadeelden worden aangesproken omdat de handeling onrechtmatig was.

## Rechterlijke bevoegdheid
Binnen het (proces)recht en arbitrage spreekt men bij rechterlijke bevoegdheid ook wel van competentie. Hier bestaan in ieder land wetten voor, zoals in Nederland de Wet op de rechterlijke organisatie. Doel van het afbakenen van de bevoegdheden is het verkrijgen van duidelijkheid voor de procespartijen, het voorkomen van willekeur, en het voorkomen van competentiestrijd tussen rechterlijke colleges. Meestal is de sanctie voor het aanbrengen van een zaak bij een onbevoegde rechter dat deze rechter zichzelf onbevoegd verklaart om kennis te nemen van de betreffende vordering(en). De partijen zullen dan bij de juiste rechter de zaak moeten aanbrengen, dan wel dienen voor te leggen aan arbiters in gevallen waarin door partijen arbitrage is overeengekomen. Wanneer een gedaagde partij zich beroept op de onbevoegdheid van de rechter, dient deze vóór alle andere verweren een bevoegdheidsincident op te werpen, waarover door de rechter als eerste na onderzoek naar de eigen bevoegdheid over deze zogeheten incidentele vordering dient te worden beslist, alvorens toe te komen aan de hoofdzaak.
Met name bij grote internationale zaken kan alsnog competentiestrijd ontstaan. Het internationaal privaatrecht is multi-interpretabel en vaak heeft een partij de voorkeur een zaak voor een rechter in eigen land aanhangig te maken. Om deze onzekerheid weg te nemen bevat transactiedocumentatie in internationale zaken altijd een clausule waarin een bevoegde rechter wordt aangewezen. Ook kunnen partijen in een overeenkomst een forumkeuzebeding zijn opgenomen, waarin aangegeven wordt welke rechter zij zelf bevoegd achten. Het Hof van Justitie van de Europese Unie oordeelde als volgt over het forumkeuzebeding:
"een forumkeuzebeding rechtsgeldig gesloten is wanneer het is opgenomen in de algemene voorwaarden waarnaar in de schriftelijk gesloten overeenkomst wordt verwezen door vermelding van de hyperlink naar een website waar van deze algemene voorwaarden, vóór de ondertekening van die overeenkomst, kennis kan worden genomen en waar deze kunnen worden gedownload en afgedrukt, zonder dat de partij aan wie deze clausule wordt tegengeworpen, is uitgenodigd om de algemene voorwaarden te aanvaarden door het aanvinken van een vakje op die website."
De vraag of de rechter in een bepaalde civiele zaak rechtsmacht heeft, dient tegenwoordig te worden beantwoord aan de hand van de Verordening (EU) nr. 1215/2012 van het Europees Parlement en de Raad van 12 december 2012 betreffende de rechterlijke bevoegdheid, de erkenning en de tenuitvoerlegging van beslissingen in burgerlijke en handelszaken, ook wel bekend als de Brussel I bis-Verordening.

## Vertegenwoordiging
Wanneer men spreekt over bevoegdheid in het kader van vertegenwoordiging, kan deze bevoegdheid uit de wet voortvloeien of uit een volmacht. Zo is in de wet vastgelegd dat een rechtspersoon wordt vertegenwoordigd door haar bestuurders, en een minderjarige door zijn voogd. Bij rechtspersonen spreekt men ook wel van tekeningsbevoegdheid. Vaak bevatten statuten een bepaling dat slechts de handtekeningen van twee bestuurders een geldige vertegenwoordiging vormen, zodat een extra controle wordt ingebouwd. Ook buiten de bestuurders kunnen werknemers tot bepaalde handelingen bevoegd worden, deze volmachten moeten dan worden ingeschreven in het handelsregister, zodat derden kunnen nakijken of een persoon ook wel echt handelingsbevoegd is. De consequenties van onbevoegde vertegenwoordiging kunnen zijn dat de rechtshandeling wordt teruggedraaid of vernietigd. In sommige gevallen (bijvoorbeeld als de handeling bekrachtigd is of als derden er te goeder trouw naar gehandeld hebben) zal de handeling toch in stand blijven. Een onbevoegde vertegenwoordiger loopt in elk geval het risico door een benadeelde partij te worden aangesproken.